# Maison à la cour en U de Vieux-la-Romaine
Vous lisez un « bon article » labellisé en 2021.
La Maison à la cour en U est une maison gallo-romaine du site archéologique de Vieux-la-Romaine, l'antique Aregenua, située à environ 10 km au sud de Caen, en Normandie. Bien moins riche que la maison au grand péristyle de Vieux-la-Romaine qui constitue l'édifice privé le plus impressionnant reconnu au début du XXIe siècle sur le site, la découverte est toutefois digne d’intérêt car significative de la diversité de la société d’une petite ville gallo-romaine.
Après la découverte, la décision a été prise de mettre en valeur les vestiges afin de relancer l'attrait pour le site comme pôle touristique local. Le chantier de mise en valeur des vestiges a été également l'occasion de faire participer à l'opération des organismes de formation dans le domaine du bâtiment et de l'insertion sociale.

## Localisation

Plan simplifié d'Aregenua.

La commune de Vieux-la-Romaine se situe à 10 km environ au sud-ouest de Caen et occupe le site de la ville antique d'Aregenua, centre urbain du peuple gaulois des Viducasses dont le territoire s'étendait sur une surface d'environ 2 300 km2.
Le quartier périphérique de la cité où se trouve la maison est celui des artisans et est également le lieu où ont été retrouvées les ruines d'un édifice de spectacle. Appelée par les archéologues maison à la cour en U, la maison est située à seulement une centaine de mètres du musée archéologique de Vieux-la-Romaine, inauguré en 2002, et à peu de distance du théâtre gallo-romain de Vieux, fouillé au XIXe siècle mais dont les vestiges demeurent enfouis.

## Histoire

### Histoire de la ville antique
Aregenua, capitale des Viducasses, un des peuples de la Gaule lyonnaise, est créée au Ier siècle. Après son apogée aux IIe et IIIe siècles sous la dynastie des Sévères, elle est très touchée par les prédations de la fin du IIIe siècle, longtemps imputées aux premières invasions barbares. Son destin est « à peu près semblable à [celui] de nombreuses autres villes de Gaule ».

Carte des cités et capitales dans l'emprise de l'actuelle Normandie durant le Haut-Empire romain.

Après les destructions, la cité se rétablit au début du IVe siècle. Le territoire de Vieux est rattaché à Bayeux au tout début ou dans la première moitié du IVe siècle et ne se voit pas dotée d'un rempart, comme les sites de Jublains ou Corseul. Le site reste toutefois un lieu de peuplement et le christianisme s'y installe aux Ve et VIe siècles.

### Chronologie de la maison

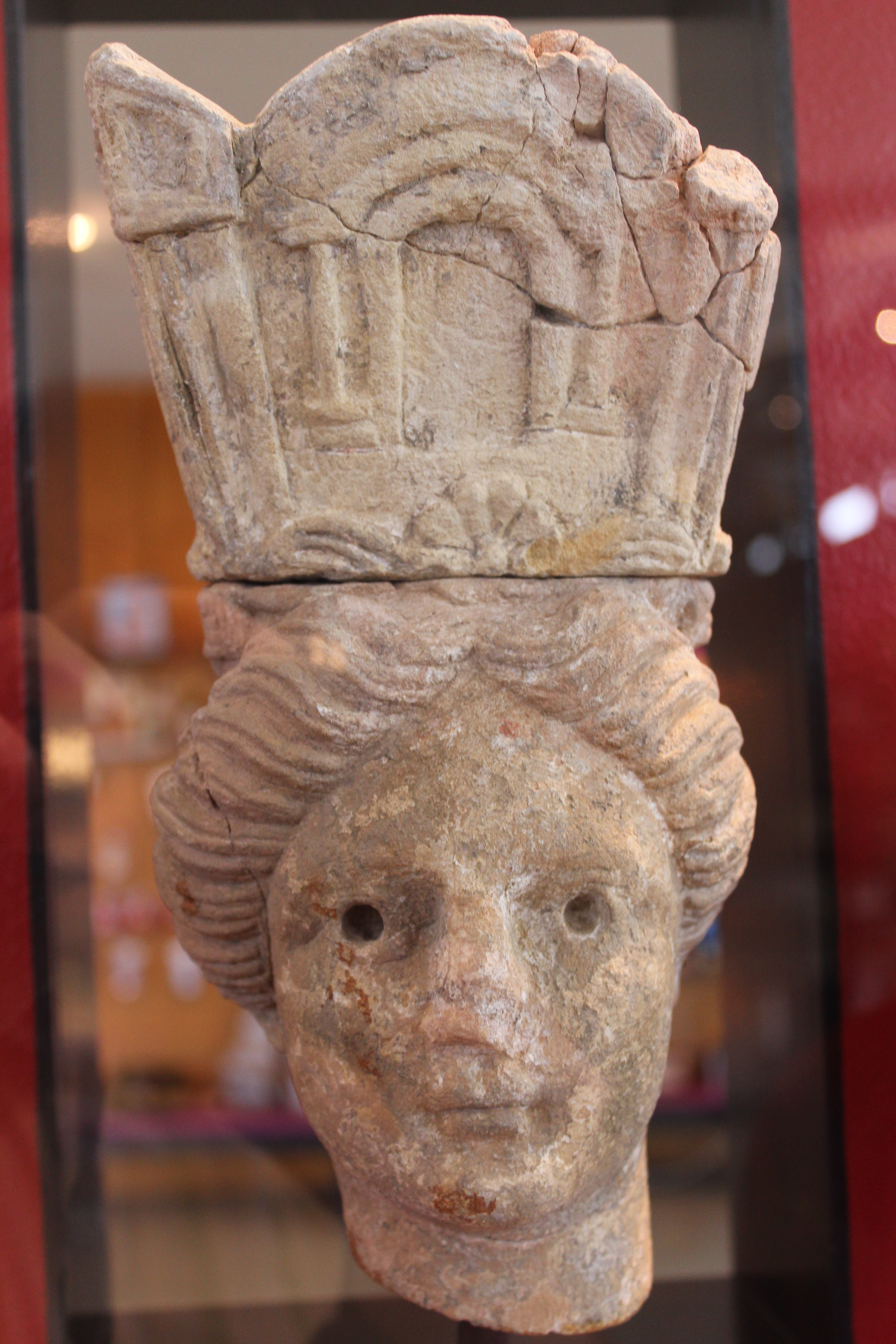
La tutela de Vieux-la-Romaine, symbole de la cité selon les archéologues, trouvée dans les fouilles de la maison au grand péristyle.

Les fouilles archéologiques du site de la maison ont livré des vestiges archéologiques du dernier tiers du Ier siècle et les premières constructions datent peut-être de la fin du Ier et du début du IIe siècle, voire beaucoup plus tard si les vestiges ne sont que des éléments de comblement. La construction s'appuie sur un bâtiment datable peut-être de la seconde moitié du IIe siècle ou du début du IIIe siècle donc cette interprétation opterait pour une date très tardive de la maison. Des fragments de céramique trouvés dans le remblai de l'aménagement de la cour confortent cette datation, tout comme une tuile retrouvée brisée dans la cave et analogue à celles retrouvées lors des fouilles du portique intérieur de la villa au grand péristyle, daté d'environ 200.
À la fin de l'usage de la maison, le bâtiment a peut-être servi à un artisan travaillant l'os, en particulier la partie arrière de l'édifice ; la cave a été comblée peut-être à la suite de problèmes d'humidité en relation avec une mise hors service du service d'évacuation des eaux.
Les fouilles du site du musée archéologique ont livré des vestiges d'un ensemble d'édifices destinés au culte mais également d'ateliers et de boutiques.
La fin de l'occupation de la maison peut être datée du troisième quart du IIIe siècle, même si des monnaies plus tardives ont été retrouvées, mais cela n'est peut-être que lié aux récupérations de matériaux de construction. Dans la même zone, des bâtiments sont abandonnés à partir du IIe siècle, avec « une désaffection progressive du quartier, avec une vie au milieu de bâtiments abandonnés et sans doute plus ou moins à l'état de ruines » selon Pascal Vipard. Cependant, le quartier est concerné par la réfection de la chaussée du decumanus de la fin du IIIe siècle.
Dans une couche de destruction, les archéologues ont mis au jour un fragment de colonne de type toscan, qui appartenait peut-être à l'aménagement d'une colonnade du decumanus ou à une maison voisine.
L'occupation du site à partir du Moyen Âge et durant l'époque moderne a dégradé des vestiges romains exposés aux intempéries. Les fouilles ont permis de retrouver également une sépulture d'un enfant âgé de 8  à   10 ans, ainsi que celle d'un cheval privé de ses jambes. La date de ces sépultures n'a pu être établie. Le site a été recouvert de terre arable.

### Fouilles, mise en valeur et diffusion de la connaissance

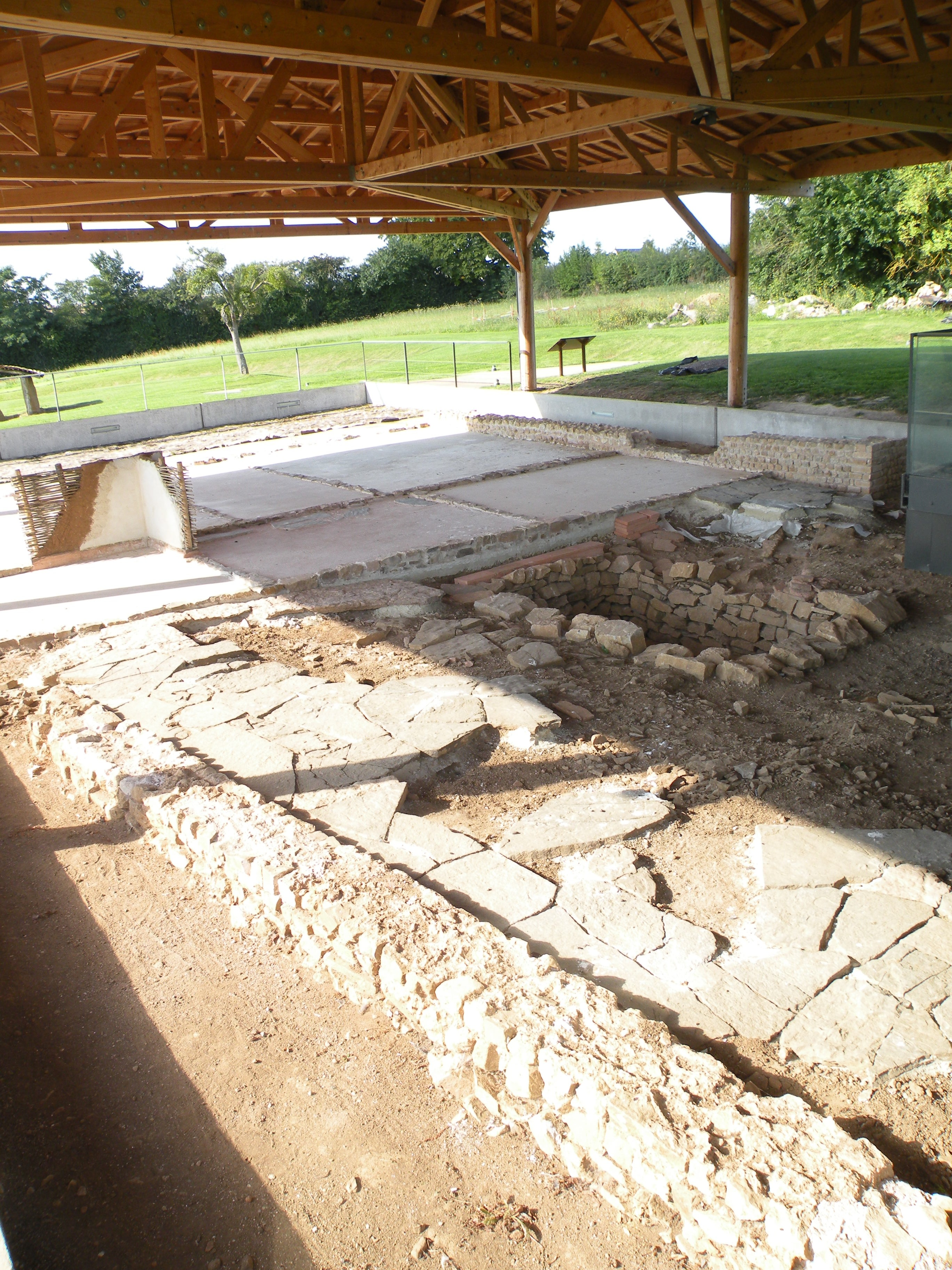
Vue de la structure qui protège les vestiges.

Plan moderne de l'ensemble du site de Vieux-la-Romaine.

Les fouilles débutent à Vieux dès 1702 et se poursuivent au XIXe siècle. Les fouilles avec les méthodes scientifiques actuelles débutent dans les années 1970. À la fin du XXe siècle, Pascal Vipard estime qu'« on est encore loin de pouvoir dresser un tableau cohérent de l'organisation de la ville ». Les fouilles permanentes débutent à partir de 1988.
Le quartier périphérique de la cité dans lequel se trouve l'édifice a été fouillé de 1995 à 2004. La maison a été fouillée dans les années 1990 par une équipe composée d’archéologues et également de personnes en situation d’insertion. C'est la seconde domus mise en valeur sur le site.
Les vestiges mis au jour, relativement arasés, ont été mis en valeur pour la visite et sont désormais protégés par un préau. Les travaux de mise en valeur ont débuté en 2008 avec la construction de la structure couverte et d’une passerelle permettant au visiteur d’appréhender de manière optimale les vestiges. La passerelle, de 24 m de long, est installée le 19 janvier 2011. Cette mise en valeur permet de relancer l'attrait pour le site archéologique et pour le musée ouvert au début des années 2000.
Entre septembre 2011 et 2013, les travaux de restauration menés par des stagiaires envoyés par des organismes d’insertion sociale et également des organismes de formation (dont le GRETA) s’intéressent aux vestiges stricto sensu. Trois cents stagiaires en formation dans le secteur du bâtiment participent au projet : les sols et les murs sont ainsi restaurés dans le dernier état du bâtiment, daté du IIIe siècle.
La restitution virtuelle de la maison est réalisée en 2013 avec un double objectif d'attirer un grand public et de faire connaître les derniers travaux sur le site, et les restitutions réalisées après neuf mois de travail sont mises en ligne sur le site internet à la fin de l'année 2014.

## Description

### Description générale des vestiges

Plan de la Maison à la cour en U.
Les figurent les sens de circulation entre les pièces.

La maison s’étend sur environ 197 m2, dont 112 m2 consacrés à l’habitation stricto sensu et 85 m2 consacrés à une cour de service organisée en U autour d’un espace de stockage.
Le plan de la maison n'est pas « géométriquement parfait » mais les espaces sont répartis de manière équitable entre deux parties. La partie de la maison consacrée à l’habitation a conservé cinq pièces. L’accès se fait à partir d’un vestibule accessible depuis la rue. L'existence d'un étage est possible. Le sol est constitué d'un béton de tuileau.
Le vestibule mesure 9,50 m2, et le seuil était en marbre de Vieux. La pièce située en façade à gauche de l'entrée mesure 26 m2. Celle située sur l'angle sud-est de la maison a une surface de 20,5 m2. Une des salles situées à l'arrière mesure 12,9 m2, les deux autres mesurant 7,6 m2 et 11 m2, cette dernière étant nettement plus basse que les autres et nécessitant une marche pour y accéder, possédant en outre une porte vers la cour et des dalles de schiste gréseux sur le sol. La cour mesure environ 75 m2 sans la cave centrale ou 86,7 m2 si l'on inclut cette installation.
Une cour entoure un espace non encore totalement identifié de façon assurée mais qui possède des murs soigneusement appareillés et des dalles de grès grisâtre et de marbre de Vieux. Sur la partie ouest, vers le nord, se trouve une palissade dont on a retrouvé les éléments de calage des poteaux ; cette palissade a été par la suite remplacée par un mur grossier construit avec des éléments en réemploi.
La cave mesure 4,20 × 3,20 m, environ 13,5 m2, et est profonde d'environ 1,50 m, pour un volume de 11,2 m3 ; les murs de pierre sèche, qui possèdent des « qualités techniques » permettant de résister à la pression du sol, sont en marbre de Vieux ou en calcaire-marbre de Laize mais ont un caractère inesthétique. Le dallage quant à lui est de très bonne qualité, réalisé en pierre de Caen, et posé de façon très soignée.

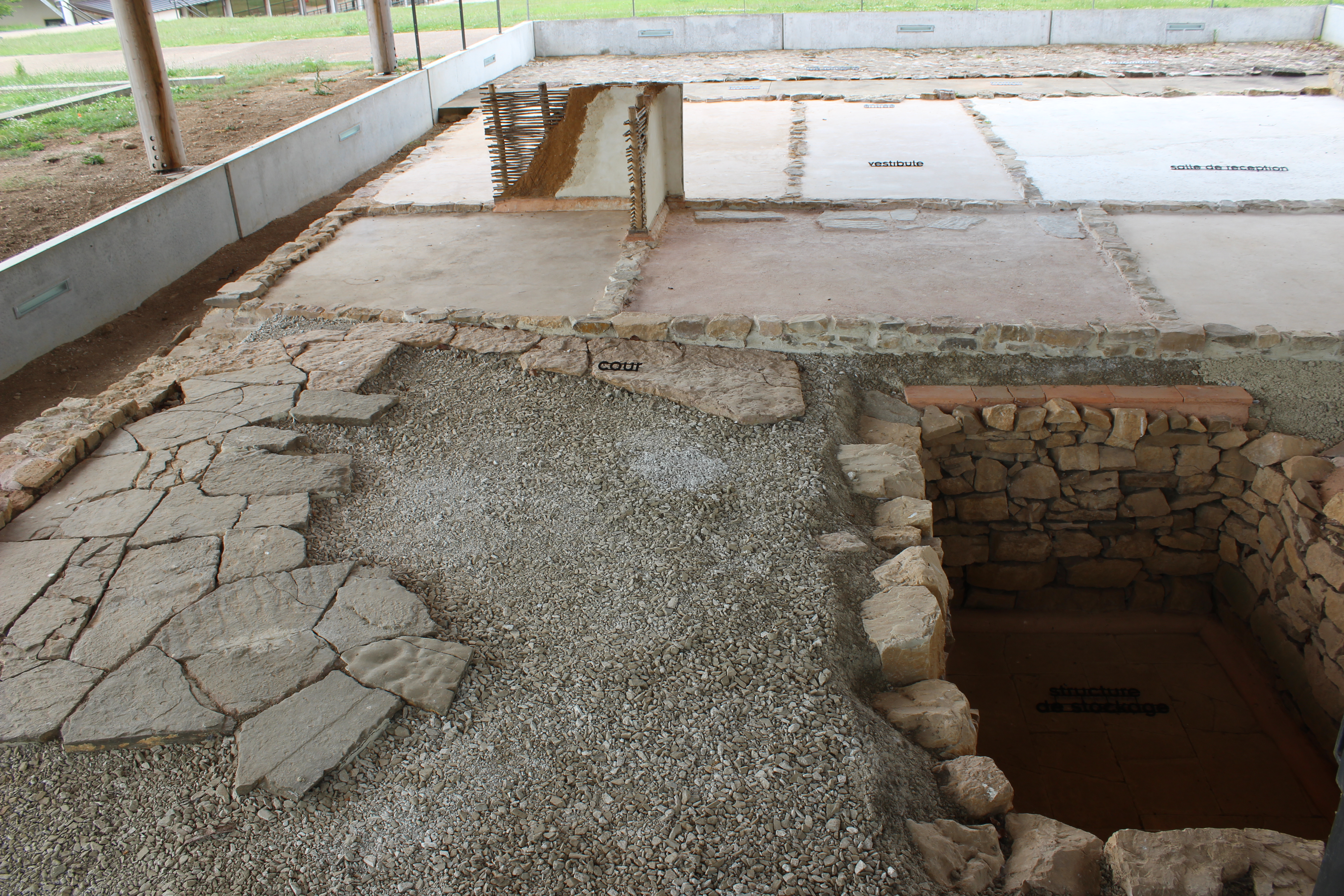
Vue générale de la maison mise en valeur depuis la cour.
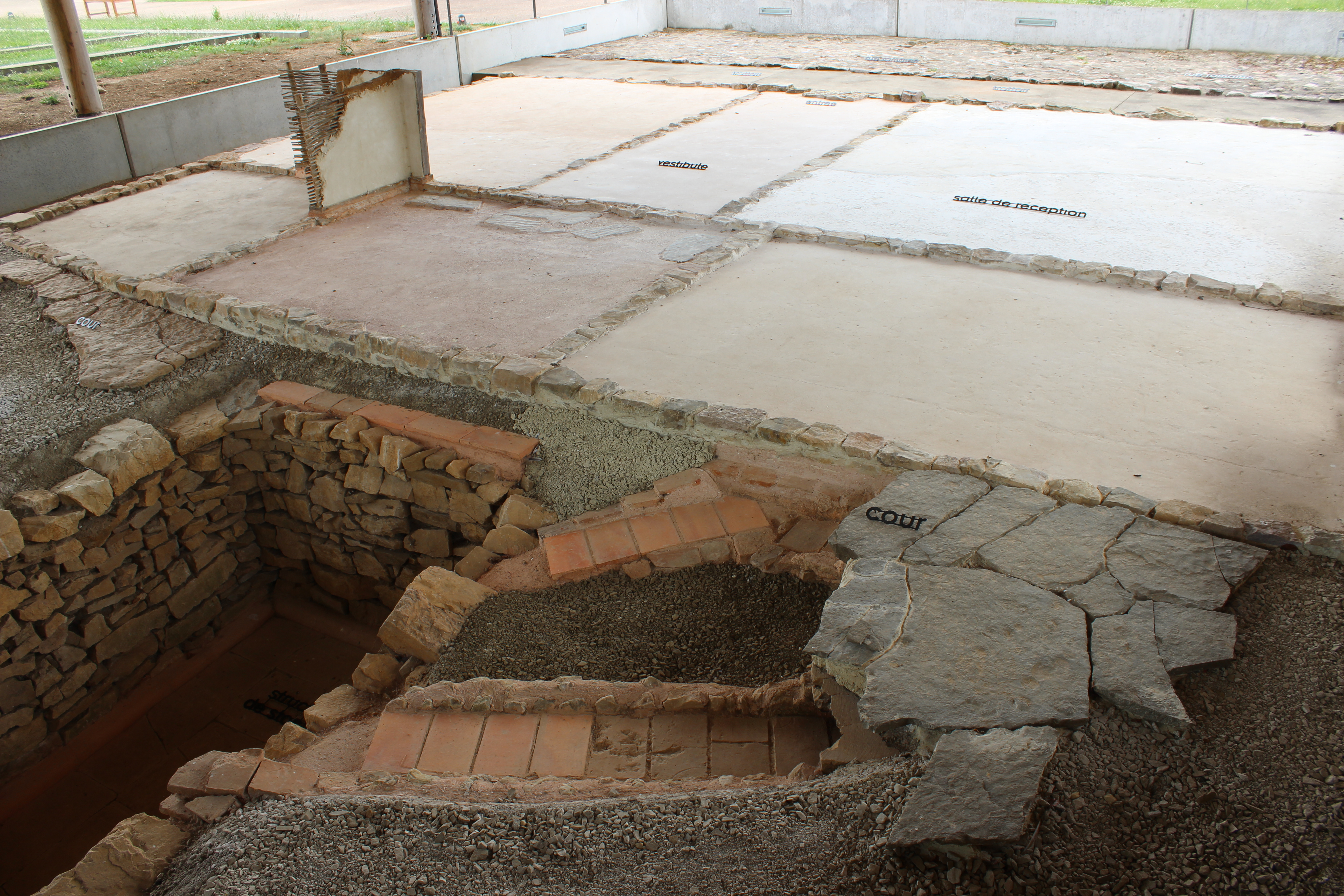
Vue des salles d'habitation depuis la cour.
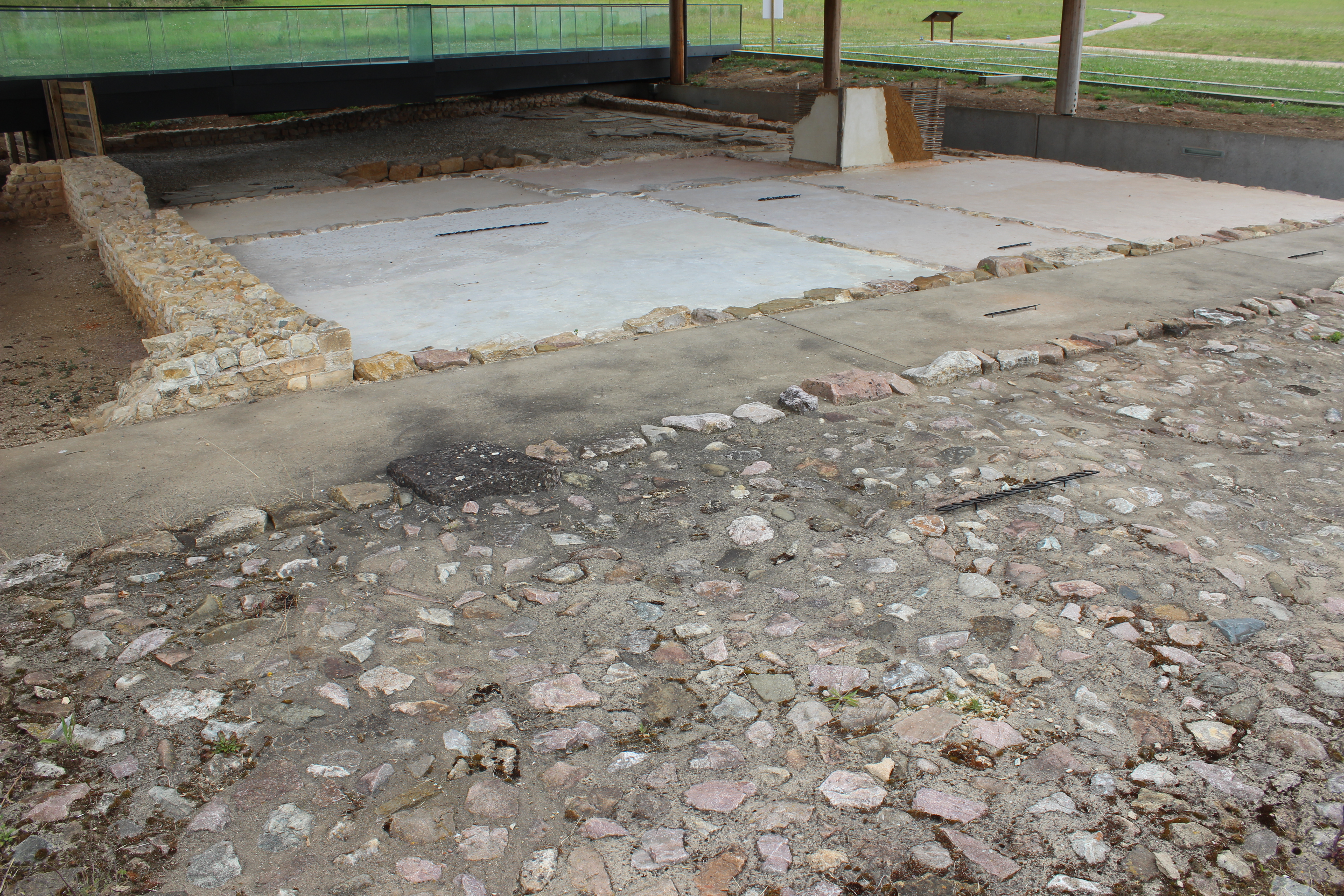
Vue générale depuis la rue.

### Connaissance incomplète de la bâtisse et des installations

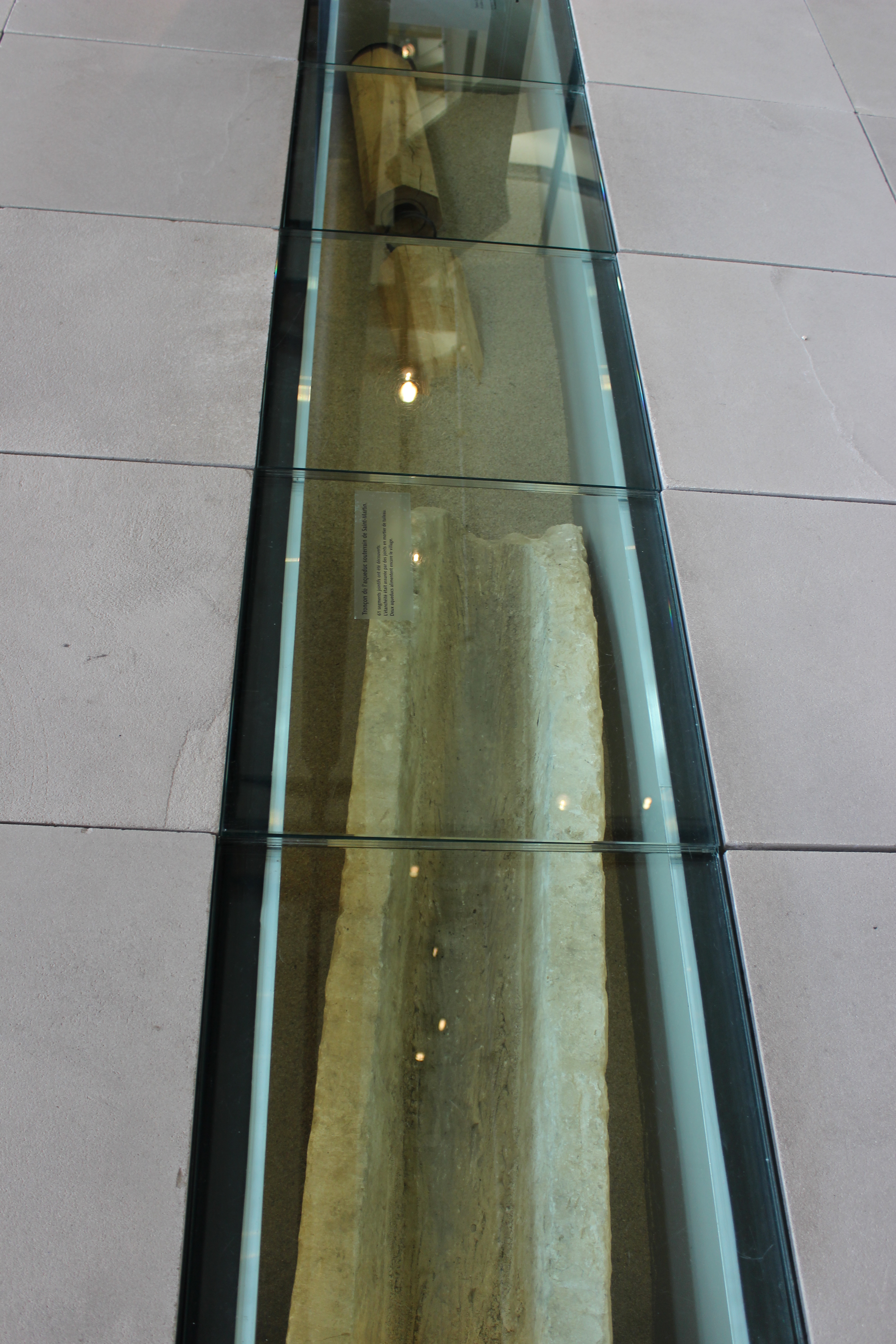
Vestiges de canalisations d'eau conservées au musée de Vieux.

Les états antérieurs au IIIe siècle, pour lesquels les connaissances sont très lacunaires, restent en cours d'étude en septembre 2015. L'espace situé au nord de la maison appartenait peut-être à la même structure, avant qu'il n'y ait une division de la propriété à une période inconnue. Les niveaux inférieurs aux vestiges dégagés n'ont pas pu être fouillés et cet élément rend imprécise la datation de la maison.
La maison était raccordée à l'égout présent sous le decumanus. Les archéologues ont mis au jour dans l'emprise de l'espace fouillé des éléments de canalisations, en briques et tuileau, mais également des traces de canalisations en bois dont les points de départ et d'arrivée ne sont malheureusement pas connus, ce qui empêche d'envisager une communication entre ces installations. De nombreuses incertitudes persistent sur le réseau de canalisation car la fouille n'a pu être menée intégralement.
Les deux éléments étaient peut-être liés comme dans une autre maison, la Villa au petit péristyle, dans laquelle les canalisations de bois de chêne servaient à l'adduction de l'eau et l'évacuation par un système en briques. Le système en briques servait peut-être à mettre hors d'eau la cave, et la canalisation de bois alimentait peut-être une fontaine installée dans la cour.

### Incertitude sur l'espace de stockage de la cour

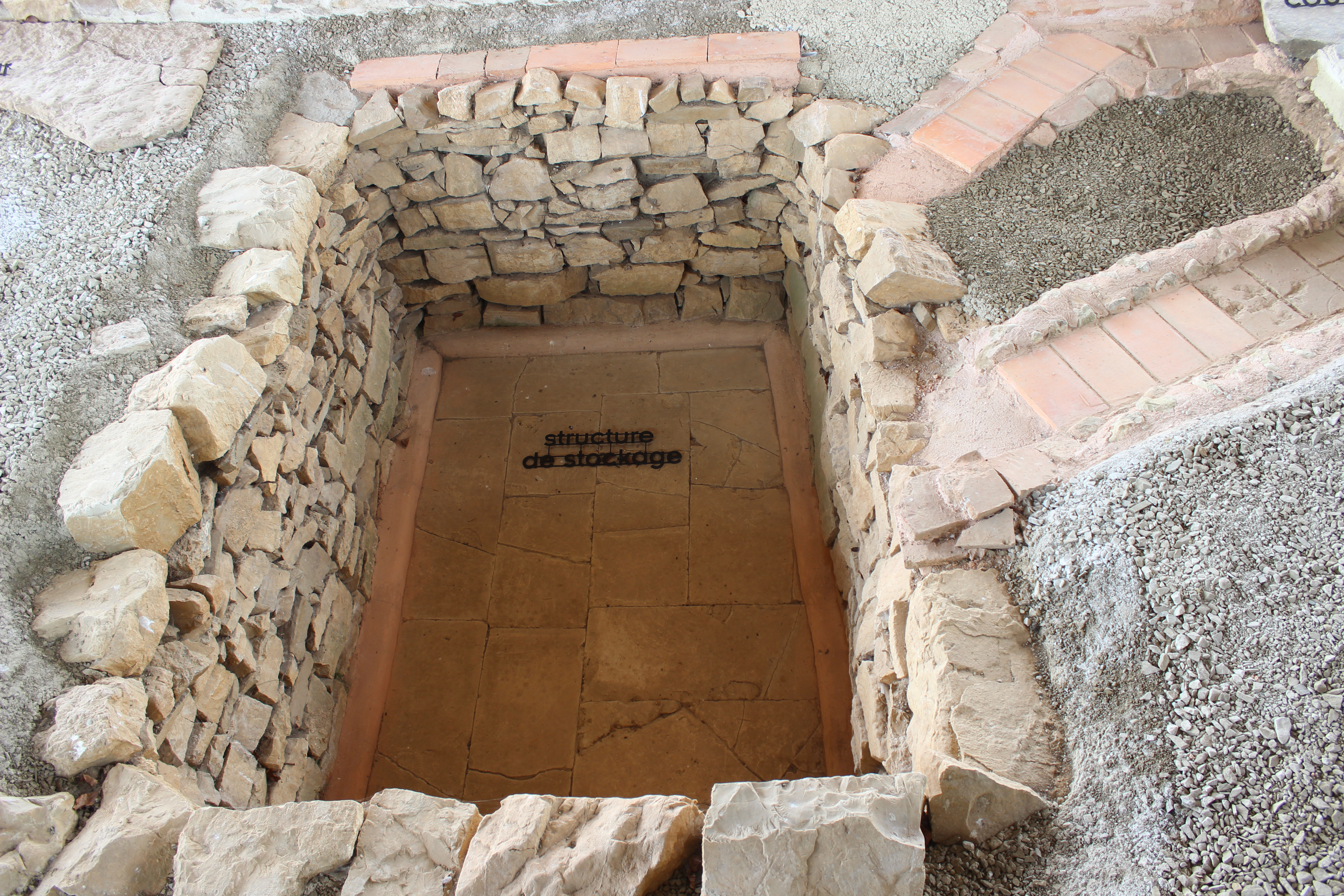
Vue de l'espace de stockage de la cour avec des canalisations en briques.

Les archéologues ont proposé diverses possibilités pour restituer l’élévation de la structure de stockage : les fouilles n’ont pas permis de trancher si l’élément central était une cave ou une citerne, ni si la cour était en plein air ou couverte.
Différentes propositions ont été avancées. Les deux hypothèses de restitution des extérieurs sont présentées sur le site internet du site archéologique : une hypothèse considère que la cour était couverte avec un bassin central. Cependant, rien ne permet de rendre étanches le sol et les murs, et des éléments conservés témoignent d'une volonté de drainer le lieu plus que d'y stocker de l'eau. L'autre hypothèse évoque une cour dotée d’une cave couverte d’une superstructure, comprenant un plancher. Les murs en étaient peut-être en torchis dont proviennent peut-être des restes d'argile retrouvés lors des fouilles ainsi que des tuiles. L'absence de couche de destruction, que l'on retrouve dans le reste de la fouille, plaide en faveur de cette hypothèse.

## Problèmes d'interprétations de la maison

### Habitat modeste qui témoigne de la mixité sociale dans une petite ville de Gaule romaine

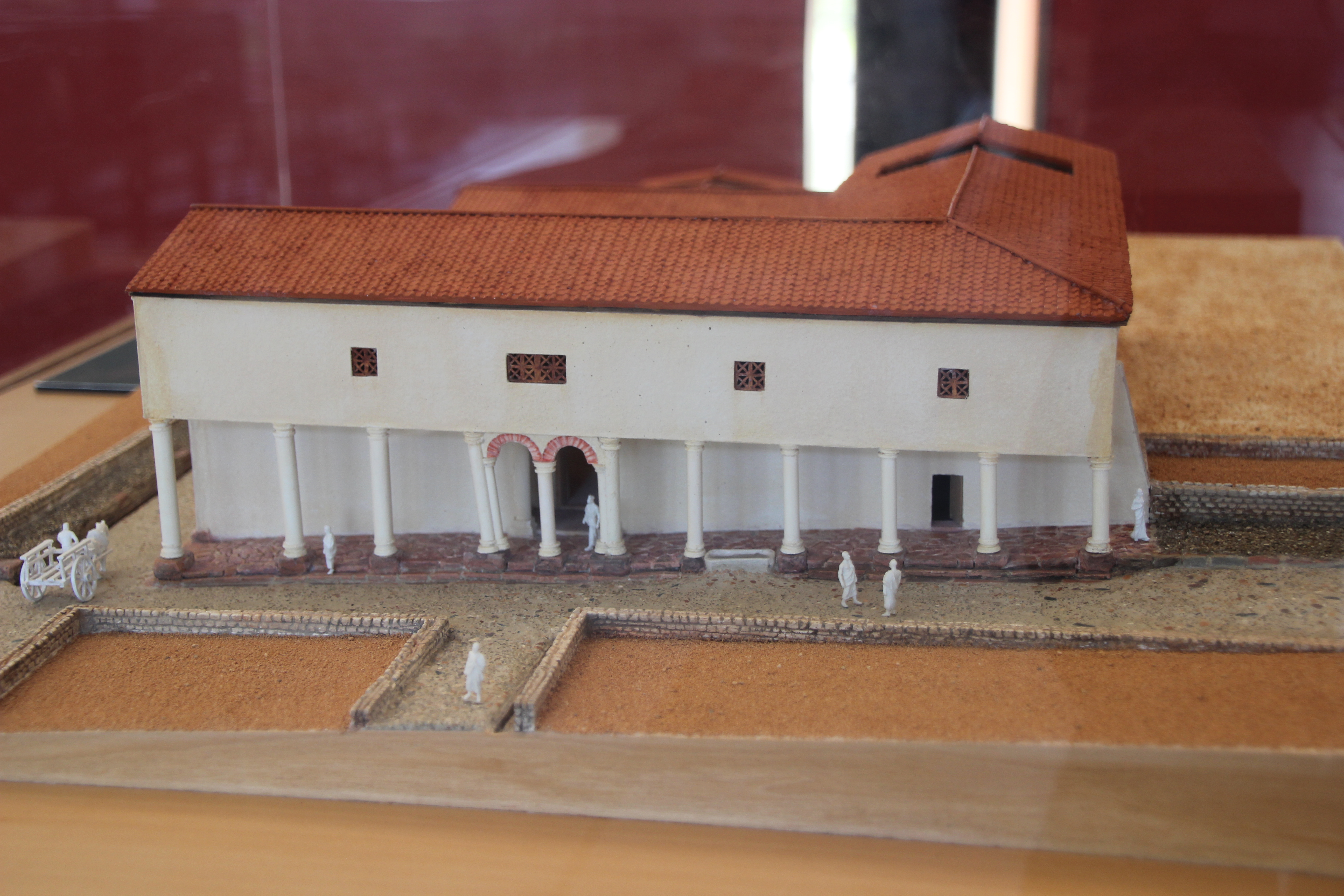
Maquette de la colonnade et de la galerie de façade de la maison au grand péristyle, vue du nord.

Les maisons sont le reflet des catégories sociales et de la hiérarchie présente sous l'Empire romain.
Le type de maison méditerranéenne se diffuse en Gaule au milieu du Ier siècle. Les maisons urbaines de la majeure partie des habitants étaient situées le long des rues, et possédaient des boutiques sur la façade donnant sur ces axes. Les espaces habitables étaient situés à l'arrière ou dans des pièces situées à l'étage.
Les parcelles étaient plus profondes que larges, et la largeur sur rue était un multiple du pas, afin que les espaces donnant sur la rue soient utilisés par des commerçants et artisans.
L'habitation est beaucoup plus modeste que la Maison au grand péristyle et permet ainsi d'appréhender tant les différents quartiers de la ville que les différentes classes sociales ayant vécu dans la cité des Viducasses.
L'architecture des maisons même modestes a été influencée par le processus de romanisation tant par les techniques de construction utilisées que par les éléments de confort présents, comme en témoignent les fouilles de la maison à la cour en U. Les commanditaires manifestent ainsi « une certaine imitation du style de vie des élites ».

### Exemple de la polyvalence des fonctions des maisons romaines?

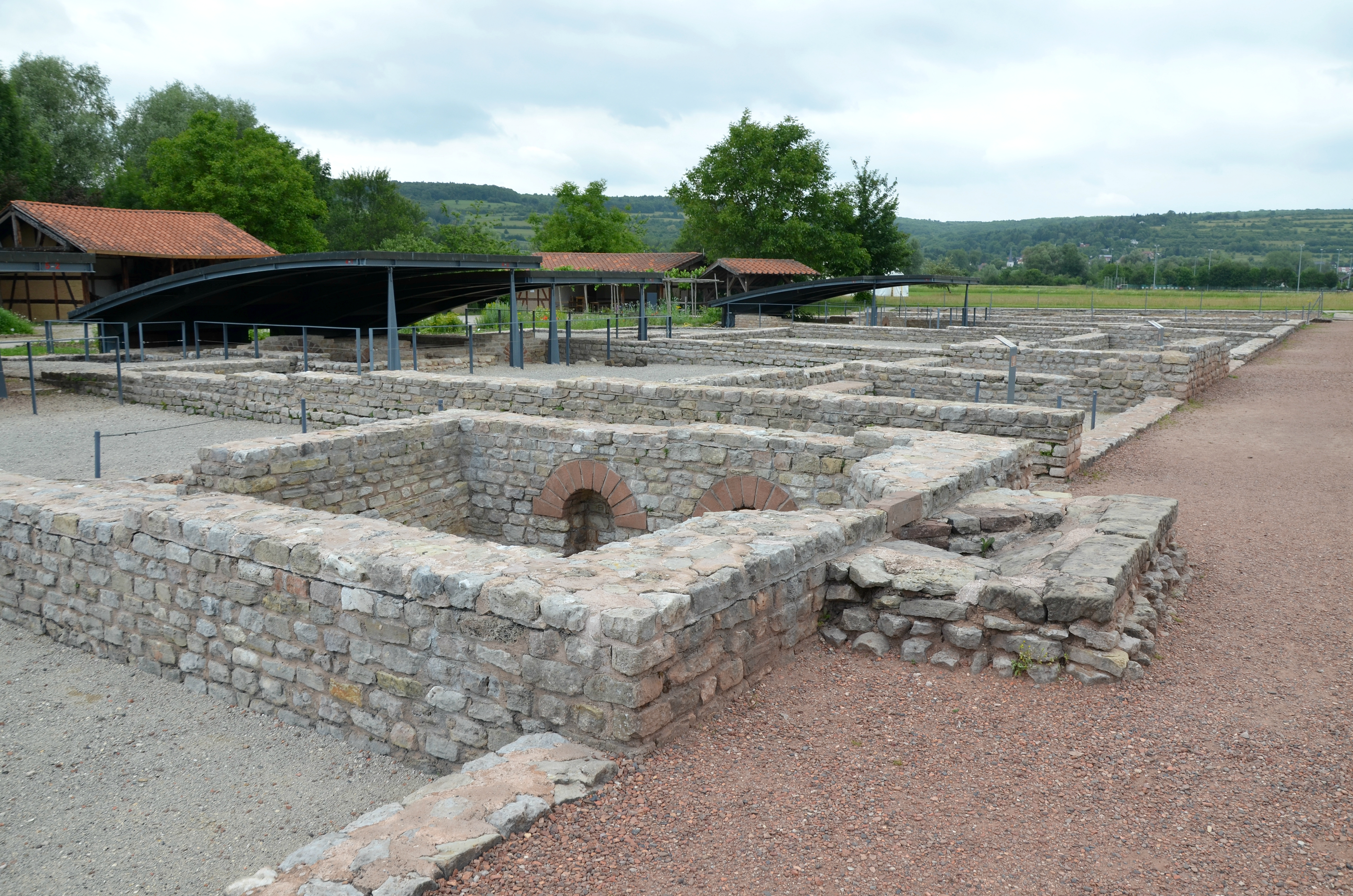
Vue du quartier occidental du vicus du parc archéologique européen de Bliesbruck-Reinheim, occupé jusqu'au troisième quart du IIIe siècle.

Les maisons urbaines avaient plusieurs fonctions, espace de vie, de travail et de prière. L'arrière de la maison romaine comportait des espaces de vie ou destinés à la production.
Les maisons des notables avaient un rôle public, en particulier dans les espaces de réception et les jardins, comme dans la maison au grand péristyle. Les artisans et commerçants avaient une « importance économique et sociale ». Les maisons, y compris celles des « artisans-commerçants », abritaient la famille élargie du propriétaire, y compris esclaves et personnes libres à son service. Les pièces pouvaient avoir plusieurs fonctions changeant au cours de la journée par le déplacement du peu de mobilier présent.
La maison à la cour en U n'a pas livré d'indices archéologiques d'activités artisanales ou commerciales, et les pièces localisées en façade sont identifiées sur le site comme des pièces d'habitation. La polyvalence des maisons romaines ne trouve pas là un exemple marquant. L'arrière a livré des vestiges d'activités d'un artisanat lié à l'os.
Le site de Vieux a livré plusieurs exemples de ces caves localisées à l'intérieur des maisons ou dans des annexes. D'autres exemples ont été retrouvés dans des sites du nord de la France, à Villedieu-sur-Indre, Reims, Besançon ou Paris, servant de réserves pour les denrées périssables. À Paris, ont été découvertes des céramiques destinées au stockage dans une de ces installations. À Vieux, la cave de la maison à la cour en U devait avoir la « classique fonction de stockage ».

#### Ouvrages ou articles généraux
- Michel Kasprzyk et Martial Monteil, « Agglomérations, vici et castra du Nord de la Gaule (IIIe-VIe s. apr. J.-C.) : esquisse d’un bilan », Gallia, t. 74-1,‎ 2017, p. 1-12 (lire en ligne).
- Jean-Paul Petit et Sara Santoro-Bianchi, De Pompéi à Bliesbruck-Reiheim : Vivre en Europe romaine, Errance, 2007, 80 p. .

#### Ouvrages ou articles portant sur le site de Vieux
- Éric Delaval, « Vieux / Aregenua (Calvados) », dans Capitales éphémères. Des Capitales de cités perdent leur statut dans l’Antiquité tardive, Actes du colloque Tours 6-8 mars 2003, 2004, 497-500 p. (lire en ligne). .
- Service archéologie du département du Calvados, « Vieux-la-Romaine, nouvelles découvertes et reconstitutions », Archéologia, t. 535,‎ 2015, p. 62-67. .
- Pascal Vipard, La maison du « Bas de Vieux » une riche habitation romaine du quartier des thermes d'Aregenua (Vieux, Calvados), Caen, 1998, 125 p. (ISBN 2950649610). .
- Pascal Vipard, La cité d'Aregenua (Vieux, Calvados); chef-lieu des Viducasses. état des connaissances, Château-Gonthier, 2002 (ISBN 9782913993051). .